# ایست پالو آلتو (کالیفرنیا)
ایست پالو آلتو (به انگلیسی: East Palo Alto) شهری در شهرستان سن ماتئو ایالت کالیفرنیا است که در سرشماری سال ۲۰۱۰ میلادی، ۲۸۱۵۵ نفر جمعیت داشته است.